# بیرنا
بیرنا (به لهستانی: Bierna) یک روستا در لهستان است که در گمینا وودگوویتسه واقع شده‌است. بیرنا ۹۳۳ نفر جمعیت دارد و ۳۷۰ متر بالاتر از سطح دریا واقع شده‌است.